# Battaglia di Lucocisterna
La battaglia di Lucocisterna (o Lutocisterna) - (Cagliari, attuale via del Fangario) - fu combattuta il 29 febbraio 1324 tra l'esercito catalano-aragonese al comando dell'Infante Alfonso IV di Aragona, figlio allora ventiquattrenne del re Giacomo II di Aragona, e l'esercito della Repubblica di Pisa guidato da Manfredi della Gherardesca, conte di Donoratico.

## Premessa
L'esercito della Corona d'Aragona combatteva per la realizzazione territoriale e giuridica del Regno di Sardegna e Corsica, regno nato in base agli accordi di Anagni tra Angioini e Aragonesi, patrocinati dalla Santa Sede tramite papa Bonifacio VIII, con l'intento di porre fine alla Guerra del Vespro. Giacomo II di Aragona rinunciava alla Sicilia e all'eredita degli Hohenstaufen in cambio di un nuovo regno sull'isola di Sardegna. Tale regno era però tutto da conquistare in quanto esisteva solo sulla carta e l'Isola era governata da entità statuali autonome.

## Inizio del conflitto
Nella primavera del 1323 il giudice Ugone II di Arborea, ostile alla Repubblica di Pisa, si alleò con Giacomo II di Aragona nella speranza di diventare suo luogotenente nei possedimenti che sarebbero stati tolti ai Pisani. Secondo lo storico F.C. Casùla il suo fu un errato calcolo politico e fu proprio grazie all'iniziale e determinante contributo arborense che gli Aragonesi poterono costituire una prima testa di ponte in Sardegna e far nascere territorialmente il Regno di Sardegna e Corsica. Le ostilità iniziarono l'11 aprile 1323, quando Ugone II - nella piana tra Sanluri e Villanovaforru - si scontrò con l'esercito pisano. In suo aiuto Giacomo II inviò dalla Spagna tre galere con 800 soldati al comando di Dalmazzo (Dalmau) e Gherardo (Guerau) di Roccaberti, avanguardia di un importante corpo di spedizione già in fase avanzata di preparazione.

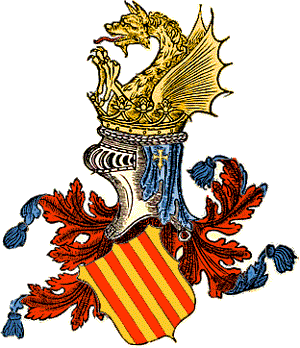
Stendardo dei re d'Aragona.

## Esercito aragonese
L'intera armata di invasione aragonese ammontava a 11 000 uomini tra cavalieri, balestrieri, fanti, scudieri e marinai. Alfonso IV poteva contare inoltre sull'aiuto dell'esercito arborense di Ugone II, ma anche su aiuti dei Doria, dei Malaspina e dei Sassaresi, uniti tra loro in funzione anti-pisana.

### Flotta aragonese
Dopo anni di preparazione per la conquista dell'Isola gli Aragonesi allestirono una potente flotta composta di 300 navi al cui comando fu posto l'ammiraglio Francesco Carroz e sulla quale fu imbarcata l'armata di invasione. Riunita a Port Fangos in Tarragona, la flotta partì il 31 maggio 1323. La sua imponenza era tale che preoccupò non poco i principi italici i quali pensarono che tale armata, oltre alla conquista della Sardegna, avesse come obiettivo anche lo sbarco in qualche parte della Penisola. Era composta da  20 cocche, tra le quali l'ammiraglia Sant'Eulalia, 53 galee, 24 navi a vela, navi speciali (uxer) per il trasporto dei cavalli e per i rifornimenti..

### Lo sbarco
Su precise indicazioni di Ugone II lo sbarco avvenne a Palmas (Sulcis) dove fu creata la prima testa di ponte. Sempre su consiglio del giudice arborense il 24 giugno i Catalano-Aragonesi iniziarono l'assedio di Villa di Chiesa. La città resistette strenuamente per sette mesi prima di cadere per fame il 7 febbraio 1324. Una settimana dopo, il 13 febbraio l'esercito aragonese si diresse verso Castel di Cagliari per cingerlo d'assedio, acquartierandosi ad est del castello, sul colle di Bonaria.

Stemma della Repubblica di Pisa.

## Esercito pisano
A difesa di Castel di Cagliari i Pisani disponevano di 6 000 fanti, 300 cavalieri e 300 balestrieri, oltre ad un contingente di soldati di ventura al comando di Enrico il Teutonico.
I militi indossavano usberghi, camagli ed elmi di ferro, ed erano armati con spada lunga, spada corta, stocco, oltre a mazze, spiedi e ronchi. Particolarmente temibili erano i balestrieri e gli arcieri. Possedevano inoltre catapulte.

### Flotta pisana
In aiuto degli assediati i Pisani inviarono una flotta di 40 galee, 12 uxer, 60 barche di piombinesi al comando del conte Manfredi della Gherardesca. Partita da Pisa il 16 febbraio fece scalo ad Olbia (Terranova) dove furono imbarcati 200 cavalieri provenienti dai possedimenti galluresi insieme ad altre forze. Secondo le cronache dell'epoca, complessivamente, la flotta trasportava 500 cavalieri e 1 000 balestrieri.
Mentre si avvicinavano a Castel di Cagliari, le navi pisane furono intercettate dalle galee aragonesi che tentarono di ingaggiare battaglia. I Pisani rifiutarono lo scontro; ne seguirono delle trattative al termine delle quali le parti si accordarono per uno scontro campale concedendo - gli Aragonesi - lo sbarco in libertà.

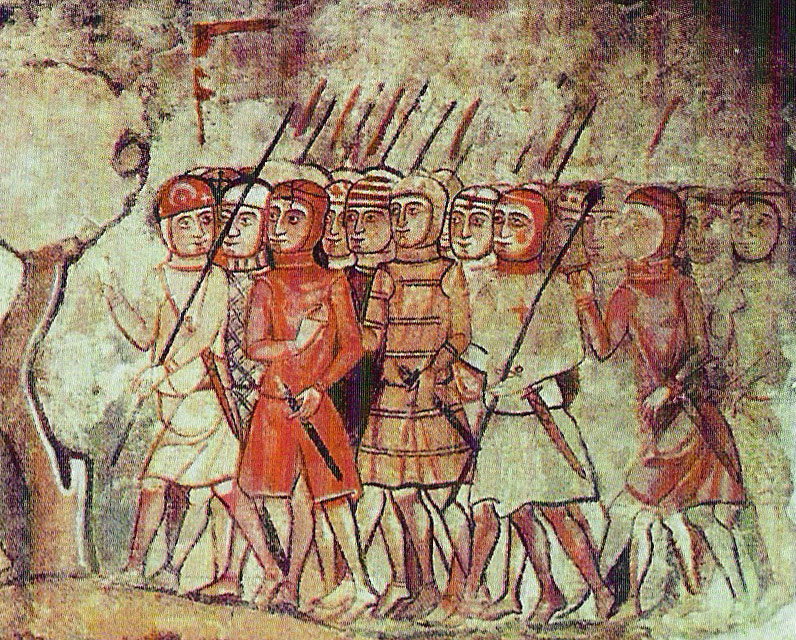
A Lutocisterna gli Almogàver riuscirono a bloccare i cavalieri pisani

## La battaglia
I Pisani iniziarono le operazioni di sbarco il  26 febbraio nella spiaggia conosciuta oggi con il nome della Maddalena in territorio di Capoterra, ad ovest di Cagliari, sotto lo sguardo vigile  - ma a distanza - di 25 cavalieri aragonesi che tenevano costantemente informato Alfonso IV.
Il  29 febbraio Manfredi della Gherardesca divise il suo esercito in tre formazioni. Con l'intento di forzare l'assedio e riunire le sue truppe al grosso delle forze pisane in città, si diresse verso Castel di Cagliari, aggirando lo stagno di Santa Gilla passando per Uta e Decimomannu. Per evitare il ricongiungimento delle forze pisane e concedere un simile vantaggio, Alfonso IV diede battaglia in località Lutocisterna, situata all'altezza dell'attuale aeroporto di Elmas, sulla strada verso il Castello. Lo scontro fu violentissimo. L'impeto dei cavalieri pisani fu contrastato provvidenzialmente dagli Almogàver che riuscirono a fatica, muovendosi nel terreno paludoso, a bloccarli. Dopo il susseguirsi di due sanguinosi assalti frontali - raccontano le cronache - entrambi i comandanti rimasero feriti.
Manfredi fu colpito violentemente al volto e perse l'elmo ed il cavallo. Ferito gravemente si mise in salvo abbandonando il campo di battaglia e rifugiandosi a Castel di Cagliari scortato da una parte dell'esercito. Tale mossa sembra abbia condizionato l'esito dello scontro. Mentre una parte delle forze pisane raggiungeva il Castello, i cavalieri e i fanti restanti indietro morirono combattendo eroicamente o affondando sotto il peso delle pesanti armature nelle acque melmose dello stagno di Santa Gilla.
Anche l'Infante d'Aragona fu disarcionato. Fu salvato dal valoroso intervento di un nobile Santa Pau e da un Cervelló che combatterono valorosamente per difendere il re e impedire che il vessillo aragonese cadesse in mani pisane. Alla battaglia partecipò anche Enrico il Teutonico, riparato a Castel di Cagliari dopo la caduta di Villa di Chiesa. Fu suo il compito di uccidere il comandante aragonese, ma riuscì solo a ferirlo prima di morire in duello contro l'Infante stesso.
Secondo un altro resoconto, nella battaglia si scontrarono l'avanguardia dell'esercito pisano capitanata dal tedesco Enrico della Mula, composta da 200 cavalieri e 300 fanti, e l'esercito aragonese formato da 2 000 fanti e 800 cavalieri. I pisani riuscirono a ferire Alfonso IV e ad uccidere 160 soldati aragonesi, mentre le loro perdite furono di 200 fanti e 100 cavalieri. Quando finalmente giunse Manfredi con i rinforzi, lo scontro era terminato..
Nello stesso giorno la flotta pisana venne sconfitta nel golfo degli Angeli, davanti al quartiere di Stampace, dall'ammiraglio Francesco Carroz. Molti Pisani furono fatti prigionieri mentre cercavano rifugio sulle navi.
I resoconti della battaglia e della conquista della Sardegna furono scritti da Pietro IV il Cerimonioso figlio di Alfonso IV. Le sue cronache furono una fonte ampiamente usata dagli storici e storiografi successivi. La Battaglia di Lutocisterna fu l'unica combattuta in linea tra gli eserciti della Repubblica di Pisa e la Corona di Aragona.

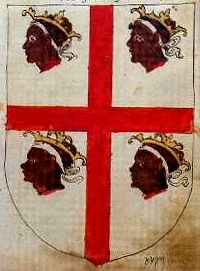
Stendardo del Regno di Sardegna e Corsica.

## Conseguenze
La disfatta dell'esercito pisano a Lutocisterna segna la fine del dominio di Pisa sull'Isola dopo sessantasei anni (dal 1258 al 1324). Castel di Cagliari resistette all'assedio fino al 19 giugno 1324. Con gli accordi di Bonaria che ne conseguirono, Pisa otteneva in feudo la città ma perdeva tutti i territori della Gallura e del cagliaritano.
L'anno dopo cercherà nuovamente di riprendersi quei possedimenti, ma la cocente disfatta navale del 26 - 29 dicembre 1325, sempre nel Golfo degli Angeli, la costrinse ad abbandonare definitivamente la Sardegna.

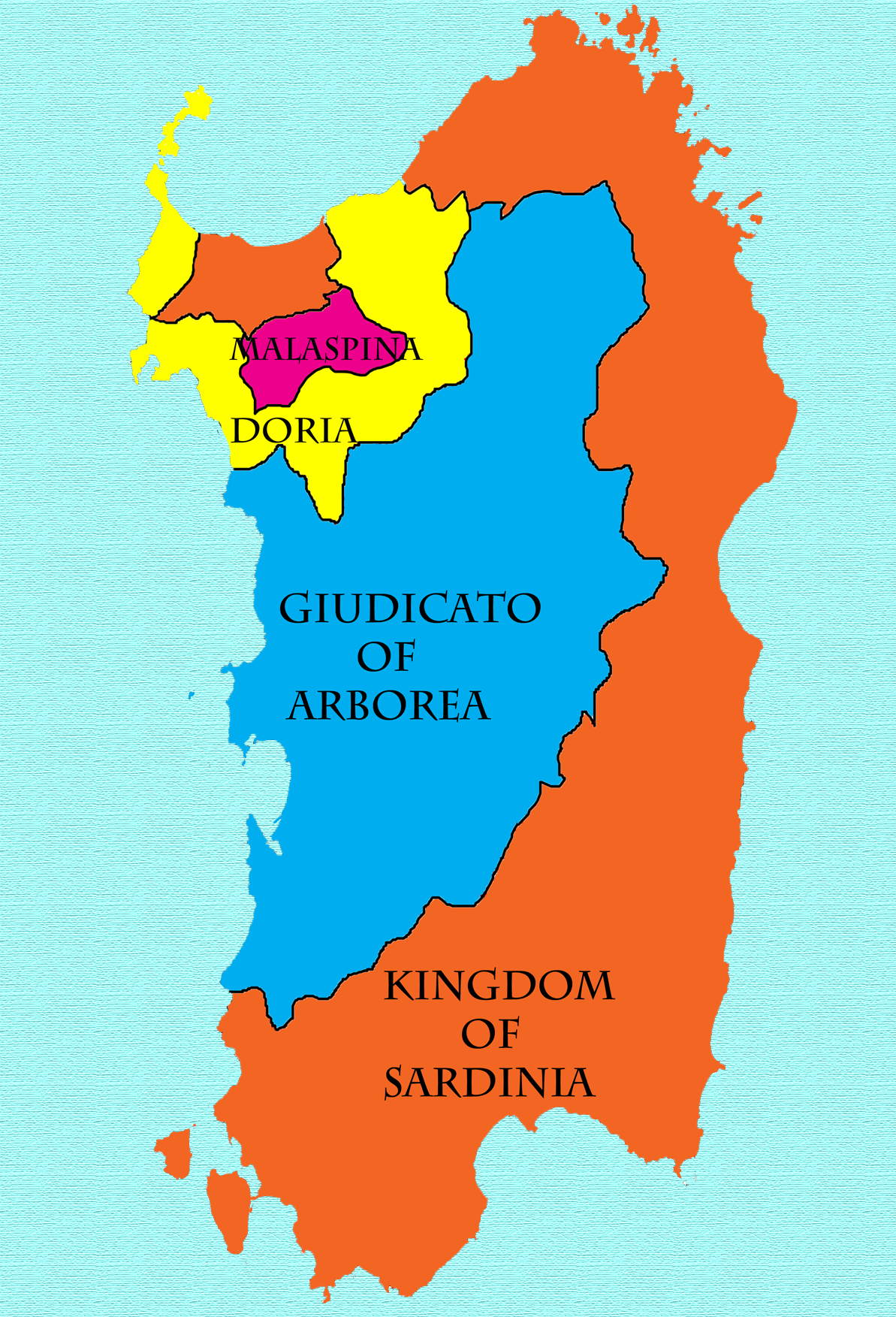
Il Regno di Sardegna dopo la battaglia di Lutocisterna

### Nascita del Regno di Sardegna e Corsica
La battaglia è ricordata perché con la sconfitta dei Pisani i Catalano-Aragonesi ebbero modo di realizzare territorialmente il Regno di Sardegna (Regnum Sardinae et Corsicae) infeudato loro ventisette anni prima - nel 1297 - da papa Bonifacio VIII, al prezzo di un giuramento di vassallaggio, del pagamento annuale di un censo di 2 000 marchi d'argento, del servizio di 100 cavalieri, del servizio di 500 fanti e della rinuncia al regno di Sicilia. Con la resa di Castel di Cagliari, il 19 giugno 1324, nasceva di diritto  e di fatto il Regno di Sardegna. Dopo l'avvicendarsi nei secoli di diverse case regnanti, tale Regno il 17 marzo 1861 cambierà nome in Regno d'Italia.